# NXT Vengeance Day (2023)
NXT Vengeance Day (2023) – gala wrestlingu wyprodukowana przez federację WWE dla zawodników z brandu NXT. Odbyła się 4 lutego 2023 w Spectrum Center w Charlotte w stanie Karolina Północna. Emisja była przeprowadzana na żywo za pośrednictwem serwisu strumieniowego Peacock w Stanach Zjednoczonych i WWE Network na całym świecie. Była to jedenasta gala w chronologii cyklu Vengeance i trzecia gala Vengeance dla brandu NXT.
Na gali odbyło się sześć walk. W walce wieczoru, Bron Breakker pokonał Graysona Wallera w Steel Cage matchu, aby zachować mistrzostwo NXT. W dolnej karcie, Gallus (Mark Coffey i Wolfgang) pokonali obrońców tytułu The New Day (Kofiego Kingstona i Xaviera Woodsa), Pretty Deadly (Eltona Prince’a i Kita Wilsona) oraz Chase University (Andre Chase’a i Duke’a Hudsona) w Fatal 4-way Tag Team match, aby wygrać mistrzostwo NXT Tag Team, Roxanne Perez pokonała Gigi Dolin i Jacy Jayne w Triple Threat matchu, aby zachować mistrzostwo kobiet NXT, a Wes Lee pokonał Dijaka, aby zachować mistrzostwo Ameryki Północnej NXT w walce otwarcia. Podczas wydarzenia powrócił również Dabba-Kato, wcześniej znany jako Commander Azeez, który obrócił się przeciwko Apollo Crewsowi po tym, jak został pokonany przez Carmelo Hayesa w Two out of three falls matchu.

## Produkcja i rywalizacje
NXT Vengeance Day oferowało walki profesjonalnego wrestlingu z udziałem wrestlerów należących do brandu NXT. Wyreżyserowane rywalizacje (storyline’y) były kreowane podczas cotygodniowych gal NXT i uzupełniający program transmisji strumieniowej online Level Up. Wrestlerzy są przedstawieni jako heele (negatywni, źli zawodnicy i najczęściej wrogowie publiki) i face’owie (pozytywni, dobrzy i najczęściej ulubieńcy publiki), którzy rywalizują pomiędzy sobą w seriach walk mających budować napięcie. Kulminacją rywalizacji jest walka wrestlerska lub ich seria.

### Roxanne Perez vs. Gigi Dolin vs. Jacy Jayne
3 stycznia na odcinku NXT, wybuchła bójka pomiędzy wieloma zapaśniczkami. Później tej nocy Roxanne Perez, która miała rzucić wyzwanie Mandy Rose o NXT Women’s Championship na NXT: New Year’s Evil po wygraniu Iron Survivor Challenge kobiet na NXT Deadline, zanim Rose zaatakowała Perez 13 grudnia 2022 roku na odcinku NXT, a następnie przełożyła walkę o tytuł kobiet na walkę wieczoru gdzie pokonała Rose i zakończyła trzecie najdłuższe panowanie z NXT Women’s Championship po 413 dniach, po czym kontrakt Rose z WWE został autentycznie rozwiązany następnego dnia po tym, jak stwierdzono, że opublikowała treści o charakterze jednoznacznie seksualnym na jej strona FanTime (strona subskrypcyjna podobna do OnlyFans) złożyła oświadczenie dla żeńskiego locker roomu, że Battle Royal odbędzie się na New Year’s Evil, aby określić pretendentkę do tytułu Perez na Vengeance Day. Battle Royal wygrały członkinie Toxic Attraction Jacy Jayne i Gigi Dolin po tym jak one wyeliminowały siebie nawzajem w tym samym momencie, przez co ustalono, ze na Vengeance Day odbędzie się Triple Threat match o tytuł.

### Bron Breakker vs. Grayson Waller
Na NXT: New Year’s Evil, Bron Breakker pokonał Graysona Wallera poprzez wyliczenie pozaringowe z powodu zerwania środkowej liny ringu, a Waller – który stał na linie, gdy się zerwała – wypadł z ringu, zachowując w ten sposób NXT Championship. Później, tej samej nocy, główny NXT Official Shawn Michaels ogłosił, że z powodu problemów z linami rewanż odbędzie się na Vengeance Day, tym razem w stypulacji Steel Cage match.

### Wes Lee vs. Dijak
22 listopada 2022 na odcinku NXT, po tym jak Wes Lee obronił NXT North American Championship, za plecami Lee pojawił się Dijak (wcześniej znanmy jako T-Bar) i zaatakował Lee. Na NXT: New Year’s Evil, Dijak pokonał D’Angelo zostając pretendentem numer 1 do tytułu Lee, a walka została ogłoszona na Vengeance Day.

### The New Day vs. Gallus vs. Pretty Deadly vs. Chase University
Na Deadline, The New Day (Kofi Kingston i Xavier Woods) pokonali Pretty Deadly (Eltona Prince’a i Kita Wilsona) zdobywając NXT Tag Team Championship. Na NXT: New Year’s Evil, powracający Gallus (Mark Coffey and Wolfgang) wygrali Gauntlet match zostając pretendentami do mistrzostwa Tag Team NXT, eliminując jako ostatnich Pretty Deadly. W następnym tygodniu, Pretty Deadly przerwali The New Day, gdy rozmawiali na ringu, a następnie Gallus, a następnie rozpoczęła się bójka między trzema drużynami, co doprowadziło do dodania Pretty Deadly do walki, zmieniając go w Triple Threat Tag Team match. Jednak 24 stycznia na odcinku NXT, The New Day ogłosili pojedynek tag teamowy pomiędzy The Dyad (Jagger Reid i Rip Fowler), Chase University (Andre Chase i Duke Hudson) oraz Malikiem Bladem i Edrisem Enofém na następny tydzień, w którym zwycięzcy zostaną dodani do walki o tytuł. Walka została wygrana przez Chase’a i Hudsona.

## Gala
| Rola                            | Osoba             |
| ------------------------------- | ----------------- |
| Komentatorzy angielskojęzyczni  | Vic Joseph        |
| Komentatorzy angielskojęzyczni  | Booker T          |
| Komentatorzy hiszpańskojęzyczni | Marcelo Rodríguez |
| Komentatorzy hiszpańskojęzyczni | Jerry Soto        |
| Spiker                          | Alicia Taylor     |
| Sędziowie                       | Adrian Butler     |
| Sędziowie                       | Chip Danning      |
| Sędziowie                       | Dallas Irvin      |
| Sędziowie                       | Derek Sanders     |
| Sędziowie                       | Joey Gonzalez     |
| Ankieter                        | McKenzie Mitchell |
| Panel Pre-show                  | Sam Roberts       |
| Panel Pre-show                  | Matt Camp         |

### Główne show
Gala rozpoczęła się od obrony mistrzostwo Ameryki Północnej NXT przez Wesa Lee przeciwko Dijakowi. W końcowych momentach, Dijak próbował wykonać moonsault, ale pojawili się Tony D’Angelo i Channing „Stacks” Lorenzo i odepchneli Lee. Lee wykorzystał to, wykonując Cardiac Kick na Dijaku, aby zachować tytuł.
W drugiej walce, Kayden Carter i Katana Chance broniły mistrzostwo kobiet Tag Team NXT przeciwko Fallon Henley i Kianie James (w towarzystwie Josha Briggsa i Brooksa Jensena). W końcowej fazie, gdy Katana i Kayden przygotowywały się do wykonania kombinacji Neckbreaker / 450°, Henley skontrowała to w schoolgirl pin, z James trzymającą nogi Carter poza ringiem, aby utrzymać ją przypiętą i zostać nowymi mistrzyniami NXT Women’s Tag Team. To zwycięstwo uczyniło Henley i James pierwszą drużyną, która wygrała NXT Women’s Tag Team Championship na głównej karcie wydarzenia premium live event NXT.
Następnie, Apollo Crews zmierzyło się z Carmelo Hayesem (w towarzystwie Tricka Williamsa) w Two out of three falls matchu. Carmelo zapewnił sobie pierwszy punkt po crossface chickenwing, zmuszając Apolla do poddania się. Drugi punkt nastąpił po tym, jak powracający Dabba-Kato rozproszył Apolla, pozwalając Hayesowi wykonać Nothing But Net i zdobyć miażdżącą wygraną 2-0. Po walce Kato zachowywał się, jakby pomagał Apollo wstać, ale zamiast tego wykonał na nim headbutt i Sky High na stale krzesło.
W czwartej walce, The New Day (Kofi Kingston i Xavier Woods) bronili mistrzostwo Tag Team NXT przeciwko Pretty Deadly (Elton Prince i Kit Wilson), Gallus (Mark Coffey i Wolfgang) oraz Chase University (Andre Chase i Duke Hudson) (w towarzystwie Thei Hail) w Fatal 4-way Tag Team matchu. W końcowych momentach, gdy wszystkie cztery drużyny zostały znokautowane, Coffey i Wolfgang wykonali kombinację Emerald Flowsion wspomaganą przedramieniem, aby przypiąć Woodsa i zostać nowymi mistrzami NXT Tag Team.
W przedostatniej walce, Roxanne Perez broniła mistrzostwo kobiet NXT przeciwko Gigi Dolin i Jacy Jayne z Toxic Attraction w Triple Threat matchu. W końcówce, Dolin została rzucona przez stół, a Jayne otrzymała Pop Rocks z górnej liny, aby zapewnić zwycięstwo Perez.

### Walka wieczoru
W walce wieczoru, Bron Breakker bronił mistrzostwo NXT przeciwko Graysonowi Wallerowi w Steel Cage matchu. Kiedy Breakker wchodził, złamał logo talk show Wallera na plakacie. Przed walką, Waller zatrzasnął drzwi klatki dla Breakkera, który zrobił to samo z Wallerem, po czym walka się rozpoczęła. Waller wykonał elbow drop na Breakkera dla nearfallu. Waller następnie związał Breakkera linami i wykonał na nim Spear. Następnie Breakker się rozplątał. Waller wykonał Ace Crusher na Breakerze na nearfall. W końcowych momentach, Waller wszedł na szczyt klatki, ale Breakker ściągnął go ze szczytu i wykonał superplex. Breakker następnie wykonał Spear, a następnie drugim Spearem na Wallera, aby zachować tytuł. Po walce pojawili się Carmelo Hayes i Trick Williams. Hayes i Breakker wpatrywali się w siebie pod koniec gali.

## Wyniki walk
| Nr                                 | Wyniki | Stypulacje                                                                                        | Czas  |
| ---------------------------------- | --- | ------------------------------------------------------------------------------------------------- | ----- |
| 1                                  | Wes Lee (c) pokonał Dijaka poprzez pinfall | Singles match o NXT North American Championship                                                   | 17:01 |
| 2                                  | Fallon Henley i Kiana James (z Joshem Briggsem i Brooksem Jensenem) pokonały Katanę Chance i Kayden Carter (c) poprzez pinfall                                                                                                   | Tag team match o NXT Women’s Tag Team Championship                                                | 9:20  |
| 3                                  | Carmelo Hayes (z Trick Williamsem) pokonał Apollo Crewsa z wynikiem 2–0 | Two out of three falls match                                                                      | 23:31 |
| 4                                  | Gallus (Mark Coffey i Wolfgang) pokonali The New Day (Kofiego Kingstona i Xaviera Woodsa) (c), Pretty Deadly (Eltona Prince’a i Kita Wilsona) oraz Chase University (Andre Chase’a i Duke Hudsona) (z Theą Hail) poprzez pinfall | Fatal 4-way tag team match o NXT Tag Team Championship                                            | 16:46 |
| 5                                  | Roxanne Perez (c) pokonała Gigi Dolin i Jacy Jayne poprzez pinfall | Triple threat match o NXT Women’s Championship                                                    | 14:42 |
| 6                                  | Bron Breakker (c) pokonał Graysona Wallera poprzez pinfall | Steel Cage match o NXT Championship Walkę można było wygrać tylko poprzez pinfall lub submission. | 14:25 |
| (c) – mistrz/mistrzyni przed walką | |                                                                                                   |       |